# 第62回全国高等学校ラグビーフットボール大会
第62回全国高等学校ラグビーフットボール大会は、1982年（昭和57年）12月28日から1983年（昭和58年）1月7日まで花園ラグビー場にて行われた全国高等学校ラグビーフットボール大会である。優勝校は、東京都第1地区代表の國學院久我山高校で、4年ぶり3回目の全国制覇に輝いた。出場校は48校。

## 概要
本大会より各県1校の総体規定により48校代表制を隔年実施する運びとなった。内訳は前年度優勝校と北海道（南北）、東京と大阪（2地区、抽選により決定）が2校、他府県から1校。ただし参加校数が少ない山形は福島、島根は鳥取、及び香川は高知と代表決定戦を行った。米子工高が食中毒のため不戦敗となった。また今大会から現在に至るまで佐賀工が連続出場を続けている。（2014年現在）さらに今大会でNHKハイビジョンでの中継は終了した。

## 日程
- 12月28日1回戦
- 12月30日2回戦
- 1月1日 3回戦
- 1月3日 準々決勝
- 1月5日 準決勝
- 1月7日 決勝

## 出場校
北海道
- 北北海道代表 北見北斗 10年ぶり17回目
- 南北海道代表 芦別 8年ぶり6回目

東北
- 青森県代表 三本木農 初出場
- 岩手県代表 黒沢尻工 6年連続14回目【A:第3シード】
- 宮城県代表 石巻工 2年ぶり4回目
- 秋田県代表 秋田工 6年連続43回目【A:第5シード】
- 山形県・福島県代表 磐城（福島） 3年連続3回目

関東
- 茨城県代表 日立一 2年ぶり4回目
- 栃木県代表 佐野 3年連続4回目
- 群馬県代表 高崎 22年ぶり6回目
- 埼玉県代表 行田工 7年ぶり3回目【Bシード】
- 千葉県代表 千葉東 初出場
- 東京都第1代表 国学院久我山 2年連続12回目【A:第1シード】
- 東京都第2代表 目黒 2年ぶり15回目【A:第7シード】
- 神奈川県代表 相模台工 2年連続5回目【Bシード】
- 山梨県代表 日川 5年連続14回目【Bシード】

北信越
- 新潟県代表 新潟商 21年ぶり2回目
- 長野県代表 下伊那農 2年ぶり6回目
- 富山県代表 砺波工 12年ぶり2回目
- 石川県代表 羽咋工 4年連続11回目
- 福井県代表 若狭農林 2年ぶり6回目

東海
- 静岡県代表 清水南 8年連続11回目
- 愛知県代表 名古屋工 2年ぶり7回目【Bシード】
- 岐阜県代表 岐阜工 11年ぶり10回目
- 三重県代表 志摩 6年ぶり4回目

近畿
- 滋賀県代表 八幡工 2年ぶり3回目
- 京都府代表 伏見工 4年連続4回目【A:第6シード】
- 大阪府第1代表 茨田 4年ぶり2回目
- 大阪府第2代表 牧野 初出場
- 兵庫県代表 報徳学園 2年ぶり14回目
- 奈良県代表 天理 9年連続39回目【A:第8シード】
- 和歌山県代表 和歌山北 初出場

中国・四国
- 鳥取県・島根県代表 米子工（鳥取） 2年ぶり2回目
- 岡山県代表 鴨方 初出場
- 広島県代表 広島工 2年連続15回目【Bシード】
- 山口県代表 大津 2年ぶり3回目【Bシード】
- 香川県・高知県代表 坂出工（香川） 2年ぶり3回目
- 徳島県代表 川島 8年ぶり3回目
- 愛媛県代表 新田 5年連続23回目

九州・沖縄
- 福岡県代表 福岡 3年連続36回目
- 佐賀県代表 佐賀工 2年ぶり11回目
- 長崎県代表 諫早農 2年連続10回目【Bシード】
- 熊本県代表 熊本工 3年連続22回目
- 大分県代表 大分舞鶴 5年連続22回目【A:第4シード】
- 宮崎県代表 高鍋 2年連続5回目【Bシード】
- 鹿児島県代表 鹿児島玉龍 2年ぶり5回目
- 沖縄県代表 コザ 初出場

前年度優勝
- 大阪工大高 10年連続11回目【A:第2シード】

## 試合時間
1、2回戦は25分ハーフで行い、3回戦以降は30分ハーフで行う。同点で終了した場合は抽選にて次回出場校を決める。

## 試合

### 1回戦
- 羽咋工 不戦勝 米子工
- 岐阜工 39 - 0 坂出工
- 千葉東 30 - 4 新田
- 牧野 3 - 0 磐城
- 佐野 22 - 0 報徳学園
- 三本木農 16 - 3 和歌山北
- 北見北斗 13 - 0 コザ
- 下伊那農 11 - 8 佐賀工

- 清水南 25 - 7 志摩
- 茨田 32 - 0 若狭農林
- 日立一 24 - 7 鴨方
- 芦別 14 - 3 川島
- 高崎 19 - 3 熊本工
- 鹿児島玉龍 21 - 10 石巻工
- 福岡 18 - 0 砺波工
- 八幡工 28 - 7 新潟商

### 2回戦
- 国学院久我山 34 - 3 羽咋工
- 高鍋 22 - 7 岐阜工
- 行田工 15 - 6 千葉東
- 天理 6 - 0 牧野
- 秋田工 19 - 4 佐野
- 諫早農 15 - 3 三本木農
- 日川 42 - 0 北見北斗
- 大分舞鶴 35 - 0 下伊那農

- 黒沢尻工 32 - 0 清水南
- 広島工 14 - 4 茨田
- 日立一 6 - 0 名古屋工
- 伏見工 49 - 0 芦別
- 目黒 30 - 4 高崎
- 大津 38 - 0 鹿児島玉龍
- 相模台工 22 - 4 福岡
- 大阪工大高 46 - 6 八幡工

### 3回戦
- 国学院久我山 47 - 0 高鍋
- 天理 21 - 6 行田工
- 秋田工 12 - 10 諫早農
- 大分舞鶴 21 - 14 日川

- 黒沢尻工 16 - 15 広島工
- 伏見工 28 - 9 日立一
- 目黒 36 - 7 大津
- 大阪工大高 33 - 3 相模台工

### 準々決勝
- 国学院久我山 22 - 13 天理
- 秋田工 10 - 10 大分舞鶴

- 伏見工 19 - 14 黒沢尻工
- 目黒 22 - 6 大阪工大高

### 準決勝
- 国学院久我山 20 - 0 秋田工
- 目黒 16 - 12 伏見工

### 決勝
- 国学院久我山（4年ぶり3回目） 31 - 0 目黒